# Dubová (Radkov)
Dubová (původně Horní Vikštejn, německy Ober-Wigstein je základní sídelní jednotka obce Radkov v okrese Opava.
Osada o rozloze 3,39 km². leží na silnici III. třídy 44337 z Podhradí do Radkova. Dubovou prochází modře značená turistická trasa, západně od obce po břehu řeky Moravice se vine zeleně značená trasa. Severní část obce se nachází v nadmořské výšce 502 metrů, jižní cíp je ve výšce 474 metrů.

## Historie
Stával zde poplužní dvůr, který spadal pod hrad Vikštejn. Dvůr byl v roce 1640 obehnán kamennou zdí. První písemná zmínka o osadě pod názvem Horní Vikštejn (německy Ober-Wigstein) pochází z roku 1761. Do roku 1945 nesla název Horní Vikštejn. V letech 1774–1776 na jeho místě nechal postavit Jan Julius Frobel barokní jednopatrový zámek, kde sídlila správa panství. Okolo zámku vznikla malá osada nejprve s pěti domy pro služebnictvo. V roce 1783 panství koupila hrabata z Tenczyna, v roce 1814 hrabata z Arzu, roku 1860 Emanuel Glasner. Od roku 1850 byla osada součástí Radkova. V roce 1884 zámek zakoupil hrabě ruského původu Kamillo Razumovský s manželkou Marií.
Po roce 1938 zámek sloužil krátkodobě jako lazaret pro německé vojáky raněné v druhé světové válce. Po roce 1945 byl zkonfiskován. V roce 1952 došlo k přejmenování na Dubovou. V 50. letech 20. století bylo ze zámku vybudováno zemědělské učiliště, od roku 1954 zde sídlí dětský domov.

## Obyvatelstvo
V roce 1836 stálo v Dubové 42 domů, roku 1910 pak pouze 26, v roce 1921 dohromady 27 staveb a v roce 1945 31 domů. V roce 1991 zde žilo 101 obyvatel, o deset let později 78.

## Pamětihodnosti
- hrad Vikštejn
- Zámek s parkem a obeliskem (Schloss Ober-Wigstein)[11] byl postaven v roce 1774 v barokním slohu s klasicistními rysy.[9] Sídlila zde venkovská šlechta, v roce 1884 zámek zakoupil původem ruský šlechtic hrabě Camillo Razumovsky s manželkou Marií, rozenou Wiener von Welten (děti: Maria, Kamillo, Andreas, Elisabeth, Léon).[12] Po roce 1938 byla na zámek uvalena vnucená správa, jelikož Maria Wiener von Welten byla židovského původu,[13] zámek sloužil také krátkodobě jako lazaret pro německé vojáky raněné v druhé světové válce. Po roce 1945 byl zkonfiskován a půda rozparcelována. V 50. letech zde bylo zříceno zemědělské učiliště s ubytovnou. Od roku 1964 zde sídlí dětský domov se školou zhruba pro 50 dětí. Škola byla zrušena v roce 2004. Kapacita je na počátku 21. století 40 dětí.[10] V parku o rozloze 2,14 ha se nachází rybník[8] z roku 1906. Budova zámku se zámeckým parkem a hospodářskými budovami byla prohlášena kulturní památkou. Skleník slouží jako zahradnictví, konírna s jízdárnou jako pila[9] a ohradní zeď.[14]
- Lipová alej vedoucí od radkovského kostela k zámku pochází z 20. let 19. století.[6][15] Stromořadí lemuje někdejší kočárovou cestu a patří k evropským unikátům: ojedinělý je jak věk stromů, jejich rozsazení a estetická hodnota, tak i styl výsadby. Mladé lípy velkolisté byly předpěstovány nejspíš v místním zámeckém statku a poté zasazeny po 2 až 3 kmíncích těsně u sebe, aby časem srostly. Mimořádná je i úzkost aleje – dvě auta zde mívají problém se vyhnout; stromy automobilismem trpí. V listopadu roku 2018 začala její postupná obnova.[16]